# Cucum (Kota Jantho)
Cucum is een bestuurslaag in het regentschap Aceh Besar van de provincie Atjeh, Indonesië. Cucum telt 621 inwoners (volkstelling 2010).